# Earias ansorgei
Earias ansorgei är en fjärilsart som beskrevs av Willie Horace Thomas Tams 1930. Earias ansorgei ingår i släktet Earias och familjen trågspinnare. Inga underarter finns listade i Catalogue of Life.